# Nematabramis steindachnerii
Nematabramis steindachnerii är en fiskart som beskrevs av Popta, 1905. Nematabramis steindachnerii ingår i släktet Nematabramis och familjen karpfiskar. Inga underarter finns listade i Catalogue of Life.